# Matachia magna
Matachia magna là một loài nhện trong họ Desidae.
Loài này thuộc chi Matachia. Matachia magna được miêu tả năm 1970 bởi Raymond Robert Forster.